# Piotr Szczur
Piotr Szczur (ur. 1 czerwca 1968 w Hrubieszowie) – polski duchowny rzymskokatolicki, historyk Kościoła, patrolog, profesor nauk teologicznych, w latach 2012–2017 redaktor naczelny czasopisma „Vox Patrum”.

## Życiorys
Jest absolwentem Wyższego Seminarium Duchownego w Lublinie (1993). W 1998 uzyskał licencjat z zakresu patrologii, a w 2000 stopień doktora nauk teologicznych w zakresie historii Kościoła w Instytucie Historii Kościoła Katolickiego Uniwersytetu Lubelskiego. W 2008 uzyskał stopień doktora habilitowanego z teologii w zakresie historii Kościoła. Od 2001 został zatrudniony na stanowisku asystenta, a od 2002 na stanowisku adiunkta w Katedrze Patrologii Greckiej Instytutu Historii Kościoła Katolickiego Uniwersytetu Lubelskiego. Od 2008 do 2019 pełnił funkcję kierownika Katedry Historii Kościoła w Starożytności Chrześcijańskiej w Instytucie Historii Kościoła KUL, a także pełnił obowiązki dyrektora Instytutu Historii Kościoła KUL. Postanowieniem Prezydenta RP z 5 września 2022 otrzymał tytuł profesora nauk teologicznych w dyscyplinie nauki teologiczne.
Jest członkiem Sekcji Patrystycznej przy Komisji Nauki Wiary Episkopatu Polski, Towarzystwa Naukowego KUL, Lubelskiego Towarzystwa Naukowego, Polskiego Towarzystwa Teologicznego oraz Europejskiego Stowarzyszenia Teologów Katolickich.

## Wybrane publikacje
- Oblicza miłości: „Miłość daje się poznać w sposób wieloraki”. Cnoty pokrewne i towarzyszące agapē według Klemensa Aleksandryjskiego, Lublin – Kielce: Jedność, 2002, ISBN 83-7224-507-X.
- Problematyka społeczna w późnoantycznej Antiochii na podstawie nauczania homiletycznego Jana Chryzostoma,  Lublin: Wydawnictwo KUL, 2008, ISBN 978-83-7363-653-8.